# Abraham Cahan
Abraham Cahan (Paberžė, 7 luglio 1860 – New York, 31 agosto 1951) è stato uno scrittore, giornalista e politico russo naturalizzato statunitense.

## Biografia
Nato in un villaggio vicino a Vilnius, capitale della Lituania, allora sotto il dominio dell'impero russo da una famiglia profondamente religiosa: suo padre era un melamed (figura corrispondente al maestro elementare) e sua madre la figlia di un famoso rabbino. I genitori volevano che seguisse le orme del nonno, intraprendendo gli studi rabbinici, ma attratto da altre materie, come il russo, che studiava di nascosto, si iscrisse alla scuola per insegnanti a Vilnius, dove si diplomò nel 1881. Nello stesso periodo, si avvicinò alla politica, assumendo una posizione anti-zarista e partecipando a varie riunioni.
Quando nel 1881 lo zar Alessandro II di Russia fu assassinato e il suo successore, Alessandro III di Russia, impose delle misure restrittive nei confronti degli ebrei, originando nuovi pogrom, Cahan, temendo di essere arrestato, lasciò la sua casa e dopo un soggiorno temporaneo in Svizzera, emigrò negli Stati Uniti. Giunse a New York nel giugno del 1882, e trovò lavoro come operaio in una fabbrica di tabacco. Desideroso di imparare al più presto l'inglese, cominciò a studiarlo iscrivendosi alle scuole serali. Dopo soli quattro mesi dal suo arrivo, era in grado di leggere e scrivere correttamente tanto da dare ripetizioni di inglese ai nuovi arrivati. E lasciò il suo lavoro di operaio per dedicarsi all'insegnamento e alle attività letterarie in generale.
Si avvicinò al socialismo, partecipando a varie riunioni politiche, ma poi con il passare del tempo cambiò posizione sconfinando nell'anti-comunismo. Collaborò con vari giornali di lingua yiddish e non, e nel 1898 ne creò uno proprio: il Forverts (Forward) che diresse fino alla morte e che divenne un punto di riferimento per tanti immigrati ebrei che in quegli anni giungevano negli Stati Uniti alla ricerca di una vita migliore. Al mestiere di giornalista affiancò quello di scrittore. Tra i suoi romanzi più famosi: Yekl, a tale of the New York ghetto (1896), The imported bridegroom and other stories (1898), The rise of David Levinsky (1917), tutti riguardanti il tema dell'immigrazione e dell'assimilazione nella società americana.
Tutti i suoi personaggi vogliono emergere, migliorarsi, ma alla fine restano insoddisfatti pur avendo raggiunto il loro scopo. Cahan morì all'età di 91 anni per un infarto, lasciando un profondo vuoto a chi lo aveva conosciuto. È considerato il "padre" della letteratura ebraico-americana.

## Opere
- The imported bridegroom, Lo sposo importato, SugarCo, Milano 1987, Elliot, Roma 2016
- Yekl, A Tale of the New York Ghetto, 1896, Perduti in America, SugarCo, Milano 1985, trad. di Mario Maffi, Yekl. Un racconto del ghetto di New York, Mattioli 1885, Fidenza 2019 traduzione di Livio Crescenzi ISBN 978-88-6261-699-7
- The rise of David Levinsky, L'ascesa di Levinsky, Mattioli 1885, Fidenza 2019 traduzione di Livio Crescenzi e Silvia Zamagni ISBN 978-88-6261-710-9